# ’97 Bonnie & Clyde
«’97 Bonnie & Clyde» — песня американского рэпера Эминема. Была выпущена в Slim Shady EP (под названием «Just The Two Of Us») и в альбоме The Slim Shady LP. Посвящена его бывшей жене Кимберли Скотт, которую он хоронит в песне вместе с дочерью.

## Задний фон
В песне Эминем сбрасывает труп своей бывшей жены Ким Мэтерс в озеро вместе со своей младенческой дочерью Хейли Скотт. Звуки в начале песни, в том числе звук клавиш и хлопанье дверцы машины, означают, что Эминем положил тело Ким в багажник его машины. Такие же звуки играют в конце песни Эминема «Kim». Эминему пришла идея написать эту песню в то время, когда Ким не давала ему увидеться с дочерью.

## Критика
«Allmusic» — музыкальный критик отметил и высоко оценил песню: «пресловутый трек, где он воображает убийство своей жены, а затем утилизацию тела» также критик отметил, что эта песня связана с жизненной борьбой Эминема. Rob Sheffield написал: «шутка, про убивающую жену в песне „’97 Bonnie and Clyde“, но она не смешнее Garth Brooks». Piero Scruffi описал лирику так: «Его сомнительно-антисоциальные проповеди — это его извращённые фантазии, которые зачастую связаны с собственной дочерью, (’97 Bonnie & Clyde — это песня, в которой мать его ребёнка убивают, и ребёнок помогает ему бросить тело матери в океан)». Entertainment Weekly написало положительное мнение: «В смешной ломтик альбома добавили немного чёрного юмора, и немного пародии на Уилла Смита в песнях „Just the Two of Us“ и ’97 Bonnie & Clyde, Эминем и его маленькая дочь совершили одно дело на озере — в котором он бросает труп матери ребёнка. Эминем говорит в песне: „Мама сказала, что хочет, чтобы она показала вам, как далеко она может плавать, и не беспокойтесь об этом маленьком кусочке в горле“».

## Кавер-версии
Тори Эймос выпустила сборник песен «Strange Little Girls», в котором записана кавер-версия на трек «’97 Bonnie & Clyde» Эминема.